# Дніпропетровський міський ґебіт
Дніпропетровський міський ґебіт, окру́га Дніпропетровськ (нім. Kreisgebiet Dnjepropetrowsk-Stadt) — адміністративно-територіальна одиниця генеральної округи Дніпропетровськ Райхскомісаріату Україна часів Німецько-радянської війни. Адміністративним центром ґебіту було місто Дніпропетровськ.

## Історія
Ґебіт утворено о 12 годині дня 15 листопада 1941 року  у тодішніх межах міста Дніпропетровськ. Він складався лише з одного району — Дніпропетровського міського району (нім. Rayon Dnjepropetrowsk-Stadt).
У Дніпропетровську виходили такі друковані видання: газета «Вісті», часопис «Вільна Україна», згодом перейменований на «Дніпропетровську газету» (20 вересня 1941 – 1943), газета для добровольчих частин «На посту» (редактор М. Бернацький), а також німецькомовне видання для вермахту «Flieger, Funker, Flak» [Льотчик, радист, зенітник]. 
Ґебіт фактично існував до взяття Дніпропетровська радянськими військами 25 жовтня 1943 року, формально до 1944 року

## Дніпропетровська міська управа
Станом на осінь 1942 р. міську управу Дніпропетровська очолював голова П. Соколовський, його заступником був І. Перебаскін, секретарем — етнічний німець Е. Фабер. Управа поділялася на кілька управлінь. До штату загального управління входили начальник, секретаріат у складі чотирьох співробітників, бюро метрикації, відділ мирових суддів, обліково-контрольний відділ та бухгалтерія. Управління інспекції, охорони здоров’я, освіти, соціального забезпечення, будівельно-житлове включали по 3 співробітники. Управління громадських установ складалося з транспортного відділу, підвідділу пожежної охорони, санітарного обозу, поховального бюро, бюро з управління базарами, земельного відділу, рекламного бюро. До будівельно-житлового управління входив відділ гідротехнічних споруд і громадських робіт (три працівники) та житловий відділ (чотири особи). Найбільшим було господарське управління, у складі якого діяли водоканал, відділи трамваїв, міської гілки, прального комбінату, торгівлі, підземних і наземних споруд, хлібний підвідділ, взуттєва майстерня, карткове бюро, міськпромторг, центральний харчоторг, Чечелівський харчоторг. У фінансово-податковому управлінні працювали чотири співробітники. Відділом пропаганди керував О. Яроцький. Відділи поділялися на підвідділи або сектори. Так, відділ освіти мав шкільний і позашкільний сектори, сектор педагогічної перепідготовки і вдосконалення вчителів, бюджетно-господарську частину.
Керівні кадри Дніпропетровської міської управи, яких налічувалося 78 осіб, набули статусу «відповідальних співробітників», що давало певний матеріальний добробут і деякі соціальні пільги.